# Ривз, Майкл
Джеймс Майкл Ривз (англ. James Michael Reaves; 14 сентября 1950, Сан-Бернардино — 20 марта 2023, Лос-Анджелес), также известный как Дж. Майкл Ривз (англ. J. Michael Reaves), — американский писатель

, известный своим вкладом в качестве сценариста и редактора сюжета в ряд мультсериалов 1980-х и 1990-х годов, включая «Гаргульев» и «Бэтмена». Он также писал романы и детские книги. Он часто сотрудничал со Стивом Перри и в 1993 году получил премию «Эмми» за лучший сценарий анимационной программы за свою работу над «Бэтменом».

## Биография
Родился 14 сентября 1950 года в Сан-Бернардино и вырос в доме недалеко от пустыни Мохаве.
Он говорил, что был одиноким мальчиком, любил научную фантастику, фильмы с ковбоями и гангстерами и литературу, вплоть до того, что с самого раннего возраста мечтал стать писателем.
В подростковом возрасте он испытал холодную войну на себе: в связи с кризисом, связанным с Кубой, его отца, работавшего гражданским лицом на местной военной базе, отправили по Соединённым Штатам для подготовки стартовых площадок для установки баллистических ракет. В это время Майкл был передан на попечение своей бабушки, которая жила в Джэксоне, штат Теннесси. Здесь он учился в средней школе, прежде чем вернуться в Сан-Бернардино в 1965 году.
В старшей школе он начал постоянно писать рассказы, но не смог их опубликовать. В колледже он начал брать уроки письма, а в 1972 году был принят в лабораторию письма ужасов и фэнтези в Мичигане. Когда семинар закончился, он присоединился к своим родителям в их новом доме в Камдене, штат Алабама. Затем, в начале 1974 года, он переехал в Лос-Анджелес.
Здесь он нашёл работу продавцом в книжном магазине и в 1975 году сумел продать свой первый сценарий игрового телесериала для детей под названием «Секреты Исиды».
У Ривза была болезнь Паркинсона, и какое-то время он вёл блог о своем опыте борьбы с болезнью и её последствиями, включая трудности с набором текста и потерю связной речи. Ривз много работал с соавторами в период с 2004 по 2015 год, включая свою дочь Мэллори Ривз.
Ривз умер в Лос-Анджелесе 20 марта 2023 года в возрасте 72 лет.

## Работа сценариста
| Работы главного сценариста мультсериала выделены жирным шрифтом - Новый час Арчи и Сабрины (1977) - Космические стражи (1977) - Web Woman (1978) - The New Shmoo (1979) - Блэкстар (1981) - Смурфики (1981) - Хи-Мен и властелины вселенной (1983) - The Biskitts (1983) - Pole Position (1984) - Могучие орботы (1984) - Подземелье драконов (1984—1985) - Война гоботов (1985) - Звёздные войны: Дроиды (1985) - Звёздные войны: Эвоки (1986) - Potato Head Kids (1986) - Волчонок (1986) - Центурионы (1986) - The Transformers (1986) - My Little Pony (1986—1987) - Настоящие охотники за привидениями (1986—1987, 1990) - Бионическая шестёрка (1987) - Джем (1987) - Спиральная зона (1987) - Старком: Космическая сила США (1987) - Супермен (1988) - Черепашки-ниндзя (1988—1990) - Новые приключения Хи-Мэна (1990) - Приключения мультяшек (1990) - Питер Пэн и пираты (1990—1991) | - Бэтмен (1992—1995) - Мир Бобби (1992) - Конан и молодые воины (1994) - Фантом 2040 (1994—1995) - Гаргульи (1994—1996) - Зверороботы (1999—2000) - Непобедимый Человек-паук (1999—2001) - Годзилла (2000) - Макс Стил (2000) - Хи-Мен и властелины вселенной (2002—2003) - Секреты Исиды (1975) - Шазам! (1976) - Бенджи, Закс и инопланетный принц (1983) - Сумеречная зона (1986-89) - Звёздный путь: Следующее поколение (1987) - Капитан Пауэр и солдаты будущего (1987—1988) - Монстры (1988—1990) - Болотная тварь (1990) - Флэш (1990) - Тайны отца Даулинга (1990—1991) - Молодость Геракла (1999) - Скользящие (1999) - Звёздный путь: Новые приключения (2007) - Бэтмен: Маска Фантазма (1993) - Полное затмение (1993) - Бэтмен: Тайна Бэтвумен (2003) |